# José Condungua Pacheco
José Condungua António Pacheco (Ampara, Sofala, 10 de setembre de 1958) és un enginyer i polític moçambiquès. Va ser viceministre d'agricultura des de 1995 fins a 1998, governador de la província de Cabo Delgado de 1998 a 2005 i ministre de l'Interior de 2005 a 2009. Entre 2010 i 2017 va ser Ministre d'Agricultura, i al desembre de 2017 el president Filipe Nyusi el va nomenar Ministre d'Afers exteriors del país.

## Biografia

### Primers anys
Va néixer el 10 de setembre al poble d'Ampara del districte de Búzi a la província de Sofala. De 1971 a 1973 va assistir a l'escola primària a la propera ciutat de Beira. Més tard, va assistir a l'Escola d'Agricultura de Manica, obtenint en 1978 un títol en enginyer tècnic agrari. En 1989, va estudiar al Wye College de la Universitat de Londres, després a la Universitat de Minnesota (1992) i a la Universitat de Wisconsin-Madison (1994). Es va graduar amb un Diploma en Transferència de Tecnologia per al Desenvolupament Rural.
Paral·lelament, va treballar des de 1981 fins a 1990 com a director d'agricultura de la província de Zambézia. Es va unir a la Direcció nacional de Desenvolupament Rural en 1990 i s'ha exercit en el Consell d'Administració de l'Institut Nacional per al Desenvolupament de la Indústria Local i com a President de l'Institut de Cereals de Moçambic.

### Activitat política
En 1995, en la presidència de Joaquim Chissano, Pacheco va ser nomenat Viceministre d'Agricultura i Pesca, càrrec que va ocupar fins a 1999. En 2000 es va traslladar a la província del nord de Cabo Delgado per exercir com a governador. Sota la presidència d'Armando Guebuza, va ser primer ministre de l'Interior (2005-2010) i després ministre d'Agricultura (2010-2015). Va mantenir el càrrec en la presidència de Filipe Nyusi.
En el seu període com a ministre de l'Interior, va ser considerat responsable que el seu predecessor, Almerino Manhenje, sigui arrestat per escàndols de corrupció. Durant el seu càrrec com a Ministre d'Agricultura, la societat civil de Moçambic i ONG estrangeres van criticar durament el gran projecte ProSavana (amb acords amb Japó i Brasil) pel qual deu milions d'hectàrees serien arrendades a companyies agrícoles a les tres províncies de Nampula, Niassa i Zambézia. Els crítics temien per l'acaparament massiu de terres i l'expropiació soferta pels camperols locals. Pacheco va defensar el projecte i el va presentar com una inversió estrangera necessària i com a part del progrés de Moçambic.
Com a part d'una sèrie de canvis del gabinet al desembre de 2017, el president Nyusi va destituir al canceller Oldemiro Balói i va nomenar Pacheco com a successor. Higino Francisco Marrule va ser nomenat nou Ministre d'Agricultura. Mitjans de l'oposició i observadors estrangers van criticar la transferència de Pacheco al Ministeri d'Afers exteriors perquè no tenia «talent diplomàtic» i ni era «apte per a l'exigent tasca».

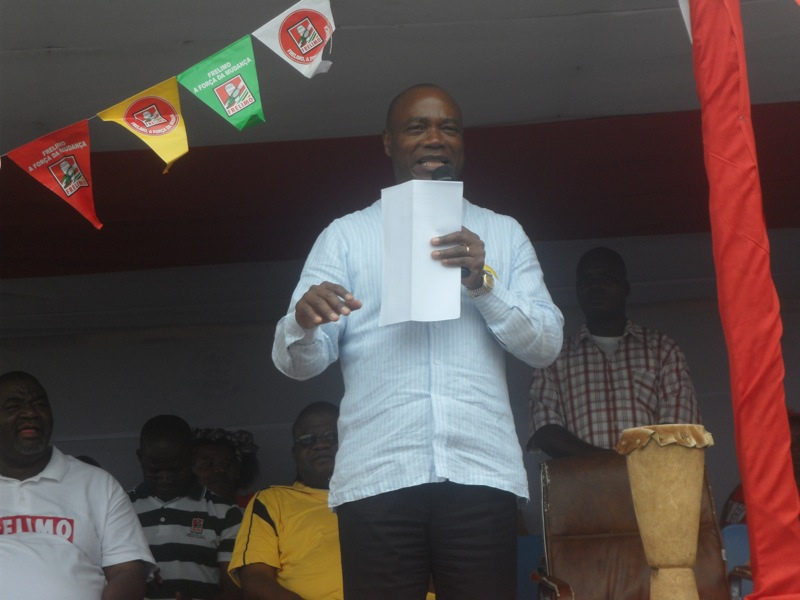
Pacheco en un acte del Frelimo a Nampula.

### Activitat partidista
Al novè Congrés del partit governant Front d'Alliberament de Moçambic (Frelimo) a Quelimane, Pacheco va ser escollit en 2006 com a membre de la Comissió Política del partit. Al desè congrés del partit 2012 a Cabo Delgado, va ser reelegit, mentre que al XI Congrés de finals de setembre de 2017, va perdre el càrrec.
Pacheco va ser el negociador del Frelimo durant un nou conflicte amb el Resistència Nacional de Moçambic entre 2012 i 2014.
Per a les eleccions generals de Moçambic de 2014, en la qual a Armando Guebuza no se li va permetre competir per a la reelecció, Pacheco va ser proposat com a candidat al costat del llavors primer ministre Alberto Vaquina i el llavors ministre de Defensa Filipe Nyusi. Els tres eren propers al llavors president Guebuza. Les anàlisis havien predit el triomf de Pacheco a causa de la seva llarga experiència política, però sorprenentment es va imposar Nyusi.